# Helen Allingham

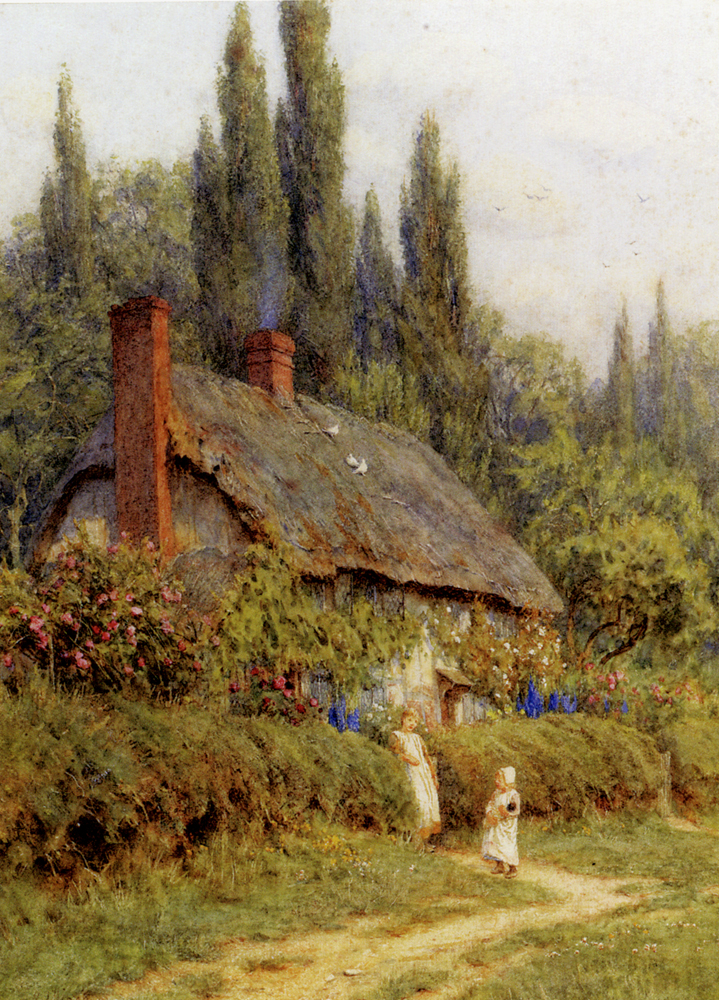

Helen Allingham (z domu Paterson) (ur. 26 września 1848 w Swadlincote, zm. 28 września 1926 w Haslemere) – angielska akwarelistka i ilustratorka.

## Życiorys
Urodziła się w małej wsi Swadlincote pod Burton on Trent w Anglii, jako jedno z siedmiorga dzieci Alexandra Henry Patersona – wiejskiego lekarza. Studiowała w School of Design w Birmingham i w Royal Academy Schools w Londynie. Pracowała jako ilustratorka, zdobyła uznanie jako autorka akwareli przedstawiających wiejskie chaty. W 1874 wyszła za mąż za irlandzkiego poetę Williama Allingham’a i mieli troje dzieci.
W 1890 roku jako pierwsza kobieta została przyjęta jako pełnoprawny członek do Royal Watercolor Society.